# Légende Entreprises
La Légende Entreprises è una compagnia di produzione cinematografica francese. Il primo film prodotto fu 1492 - La conquista del paradiso di Ridley Scott, cui seguì Casinò di Martin Scorsese. Dopo aver guadagnato i capitali più ingenti producendo in piccola parte i due colossal precedenti, la Légende si è dedicata interamente a film di nicchia, come Il patto del silenzio di Graham Guit e Vatel di Roland Joffé.
Ha prodotto anche il cortometraggio Suzy vend des sushis.

## Filmografia
- 1492 - La conquista del paradiso (1492: Conquest of Paradise), regia di Ridley Scott (1992)
- Casinò (Casino), regia di Martin Scorsese (1995)
- Amour et confusions, regia di Patrick Braoudé (1997)
- La cliente (En plein coeur), regia di Pierre Jolivet (1998)
- Bimboland, regia di Ariel Zeitoun (1998)
- Suzy vend des sushis, regia di Delphine Quentin (1999)
- Vatel, regia di Roland Joffé (2000)
- I fiumi di porpora (Les rivières pourpres), regia di Mathieu Kassovitz (2000)
- La mentale, regia di Manuel Boursinhac (2002)
- Il patto del silenzio (Le pact du silence), regia di Graham Guit (2003)
- 99 francs, regia di Jan Kounen (2007)
- La Vie en rose, regia di Olivier Dahan (2007)
- My Own Love Song, regia di Olivier Dahan (2010)
- La Tour de contrôle infernale, regia di Èric Judor (2016)
- L'uomo dal cuore di ferro (The Man with the Iron Heart), regia di Cédric Jimenez (2017)
- Cyrano, My Love (2018)
- The Mustang, regia di Laure de Clermont-Tonnerre (2019)
- L'ufficiale e la spia, regia di Roman Polański (2019)
- Il ballo delle pazze, regia di Mélanie Laurent (2021)